# Meleșkiv, Haisîn
Meleșkiv (în ucraineană Мелешків) este un sat în comuna Kiblîci din raionul Haisîn, regiunea Vinnița, Ucraina.

## Demografie
Componența lingvistică a localității Meleșkiv
     Ucraineană (99,31%)
     Alte limbi (0,69%)
Conform recensământului din 2001, majoritatea populației localității Meleșkiv era vorbitoare de ucraineană (99,31%), existând în minoritate și vorbitori de alte limbi.